# 小行星3052
小行星3052（3052 Herzen）是一颗围绕太阳公转的小行星。1976年12月16日，柳德米拉·切爾尼赫在克里米亚发现了此天体。
該小行星以俄羅斯革命活動家、作家和哲學家亞歷山大·赫爾岑命名。
这颗小行星的绝对星等为279.10153等。